# Dunkler-Wald-Hypothese
Die Dunkler-Wald-Hypothese ist die Vermutung, dass viele außerirdische Zivilisationen im gesamten Universum existieren, aber sowohl still als auch feindselig sind, und ihre Unauffindbarkeit aus Angst vor der Zerstörung durch eine andere feindselige und unentdeckte Zivilisation aufrechterhalten. Die Hypothese geht nicht von einer grundsätzlichen Bösartigkeit aller Zivilisationen aus, begründet deren Feindseligkeit aber durch die präventive Ausschaltung jeglicher Bedrohung, welche die eigene Zivilisation gefährden könnte. Sie ist eine von vielen möglichen Erklärungen für das Fermi-Paradoxon, das den fehlenden Kontakt mit außerirdischem Leben dem Potenzial für einen solchen Kontakt gegenüberstellt. Die Hypothese ist nach Liu Cixins Roman Der dunkle Wald aus dem Jahr 2008 benannt, obwohl das Konzept dem Roman vorausging.

## Hintergrund
Es gibt keine verlässlichen oder reproduzierbaren Beweise dafür, dass Außerirdische die Erde besucht oder versucht haben, mit ihr Kontakt aufzunehmen. Es wurden keine Übertragungen und keine eindeutigen Hinweise auf intelligentes außerirdisches Leben entdeckt oder beobachtet. Dies steht im Widerspruch zu der Erkenntnis, dass das Universum mit einer sehr großen Anzahl von Planeten gefüllt ist, von denen einige wahrscheinlich lebensfreundliche Bedingungen bieten. Das Leben breitet sich in der Regel so lange aus, bis es alle verfügbaren Nischen ausfüllt. Diese widersprüchlichen Fakten bilden die Grundlage für das Fermi-Paradoxon, für das die Dunkler-Wald-Hypothese eine vorgeschlagene Lösung darstellt.

## Konzept
Die Hypothese des „dunklen Waldes“ geht davon aus, dass jede raumfahrende Zivilisation anderes intelligentes Leben als unvermeidliche Bedrohung ansehen und daher jedes entstehende Leben, das sich zu erkennen gibt, vernichten würde. Infolgedessen wäre das elektromagnetische Spektrum relativ ruhig, ohne Hinweise auf intelligentes außerirdisches Leben.
Eine ähnliche Hypothese wurde unter dem Namen „tödliche Sonden“ von dem Astronomen und Autor David Brin 1983 in seiner Zusammenfassung der Argumente für und gegen das Fermi-Paradoxon beschrieben.
Der Name der Hypothese leitet sich von Liu Cixins Roman Der dunkle Wald aus dem Jahr 2008 ab, in dem es um einen „dunklen Wald“ geht, in dem „bewaffnete Jäger wie Geister durch die Bäume schleichen“, da die Absichten einer neu kontaktierten Zivilisation nie mit Sicherheit bekannt sein können, was bedeutet, dass es im Falle einer Begegnung am besten ist, zuerst zu schießen und später Fragen zu stellen, um die mögliche Ausrottung der eigenen Spezies zu vermeiden. Der Roman bietet eine detaillierte Untersuchung von Brins Bedenken bezüglich des Kontakts mit Außerirdischen.

## Beziehung zu anderen vorgeschlagenen Lösungen des Fermi-Paradoxons
Die Berserker-Hypothese, auch bekannt als das Szenario der tödlichen Sonden, besagt, dass sich selbst reproduzierende Maschinen versuchen, organisches Leben zu zerstören.
Der Name geht auf Kurzgeschichten von Fred Saberhagen aus den 1960er Jahren zurück. Die Dunkelwald-Hypothese unterscheidet sich von der Berserker-Hypothese dadurch, dass bei der ersten Hypothese viele außerirdische Zivilisationen noch existieren könnten, sofern sie schweigen. Die erste Hypothese kann als Spezialfall der zweiten Hypothese angesehen werden, wenn die „tödlichen Sonden“ (z. B. aufgrund von Ressourcenknappheit) nur zu Sternensystemen geschickt werden, die Anzeichen intelligenten Lebens aufweisen.

## Spieltheorie
Die Dunkler-Wald-Hypothese ist ein Spezialfall des „sequentiellen und unvollständigen Informationsspiels“ der Spieltheorie.
In der Spieltheorie ist ein „sequentielles Spiel mit unvollständiger Information“ ein Spiel, bei dem alle Spieler nacheinander handeln und keiner von ihnen alle verfügbaren Informationen kennt. In diesem speziellen Spiel ist die einzige Gewinnbedingung das weitere Überleben.  Ein zusätzlicher Zwang im Sonderfall des „dunklen Waldes“ ist die Knappheit lebenswichtiger Ressourcen. Der „dunkle Wald“ kann als Spiel in extensiver Form betrachtet werden, bei dem jeder „Spieler“ die folgenden Handlungsmöglichkeiten hat: eine andere, dem Spieler bekannte Zivilisation zerstören; andere Zivilisationen von der eigenen Existenz in Kenntnis setzen; oder nichts tun.

## Science-Fiction-Versionen
Neben Fred Saberhagens Berserker-Romanen wurden Variationen dieser Ideen auch in anderen Science-Fiction-Geschichten verwendet. Dazu gehören Alistair Reynolds' Redemption Ark-Serie, Gregory Benford und Larry Niven in Starship und Greg Bear in The Forge of God.
1987 untersuchte der Science-Fiction-Autor Greg Bear dieses Konzept, das er in seinem Roman The Forge of God als "bösartigen Dschungel" bezeichnete. In The Forge of God wird die Menschheit mit einem Baby verglichen, das in einem feindlichen Wald weint: "Es war einmal ein Säugling, der sich im Wald verirrt hatte, der sich das Herz aus dem Leib schrie und sich fragte, warum ihm niemand antwortete, was die Wölfe anlockte. Eine der Figuren erklärt: "Seit über einem Jahrhundert sitzen wir in unserem Baum und zwitschern wie dumme Vögel und fragen uns, warum keine anderen Vögel antworten. Der galaktische Himmel ist voller Falken, das ist der Grund. Planetismen, die nicht genug wissen, um zu schweigen, werden gefressen."
Der Begriff „dunkler Wald“ wurde 2008 von dem Science-Fiction-Autor Liu Cixin in seinem Roman Der dunkle Wald geprägt. In Liu Cixins Roman wird die Hypothese des dunklen Waldes von der Figur Ye Wenjie eingeführt, als sie das Grab ihrer Tochter besucht. Sie stellt drei Schlüsselaxiome für ein neues Feld vor, das sie als „kosmische Soziologie“ bezeichnet:
1. „Nehmen wir an, es gäbe eine große Anzahl von Zivilisationen, die über das gesamte Universum verteilt sind, in der Größenordnung der Anzahl der beobachtbaren Sterne. Viele, viele von ihnen. Diese Zivilisationen bilden den Körper einer kosmischen Gesellschaft. Die kosmische Soziologie ist das Studium der Natur dieser Supergesellschaft.“
2. Nehmen wir an, dass das Überleben das wichtigste Bedürfnis einer Zivilisation ist.
3. Nehmen wir an, dass sich die Zivilisationen im Laufe der Zeit kontinuierlich ausbreiten, die Gesamtmaterie im Universum jedoch konstant bleibt.

Die einzige logische Schlussfolgerung aus der Annahme dieser Axiome, so Ye, ist, dass jedes intelligente Leben im Universum im Kampf ums Überleben gegen alles andere Leben antritt.